# Parectromoidella pacorus
Parectromoidella pacorus är en stekelart som först beskrevs av Walker 1839.  Parectromoidella pacorus ingår i släktet Parectromoidella och familjen sköldlussteklar. Inga underarter finns listade i Catalogue of Life.